# Tonatia
Tonatia là một chi động vật có vú trong họ Dơi mũi lá, bộ Dơi. Chi này được Gray miêu tả năm 1827. Loài điển hình của chi này là Vampyrus bidens Spix, 1823.

## Hình ảnh

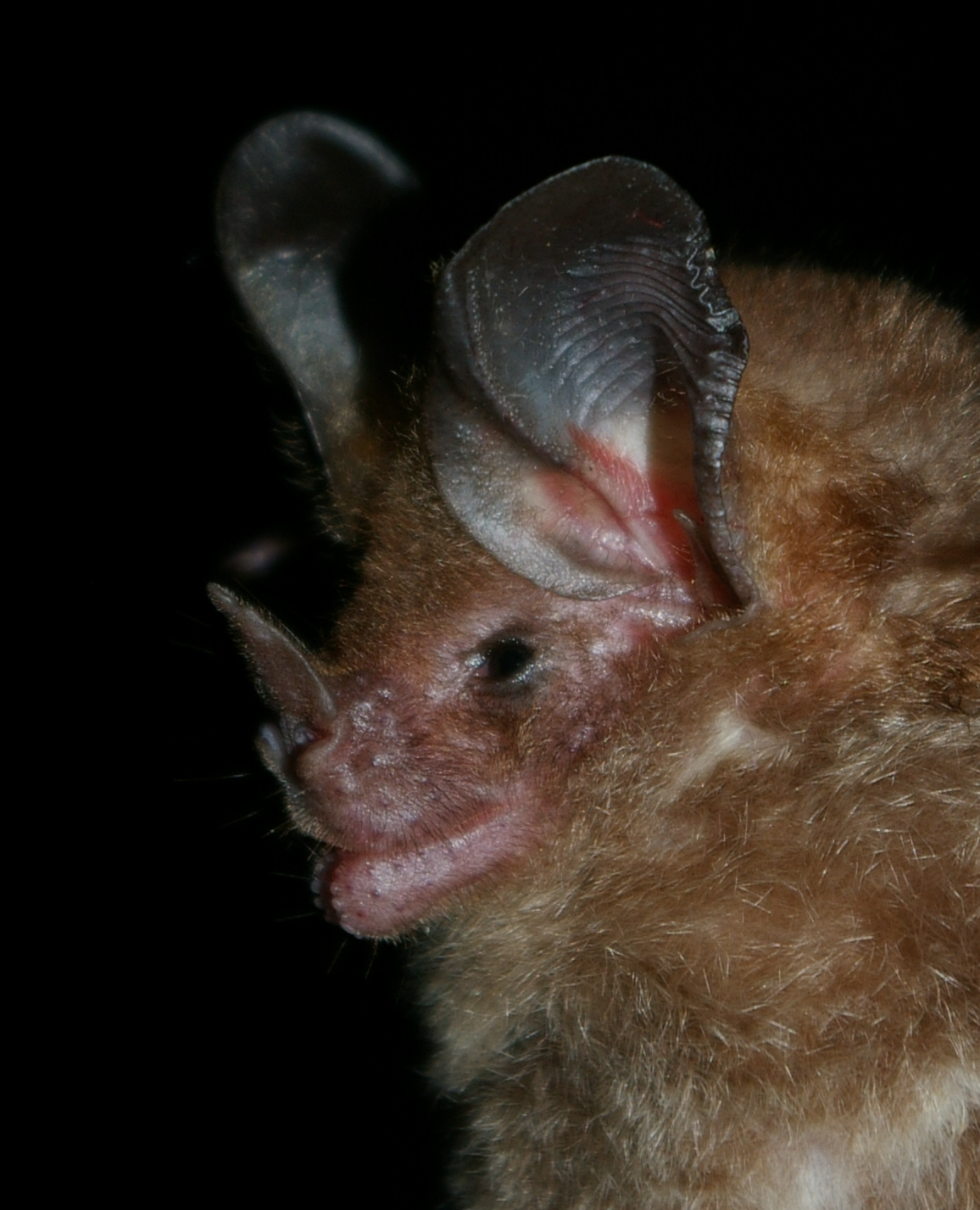
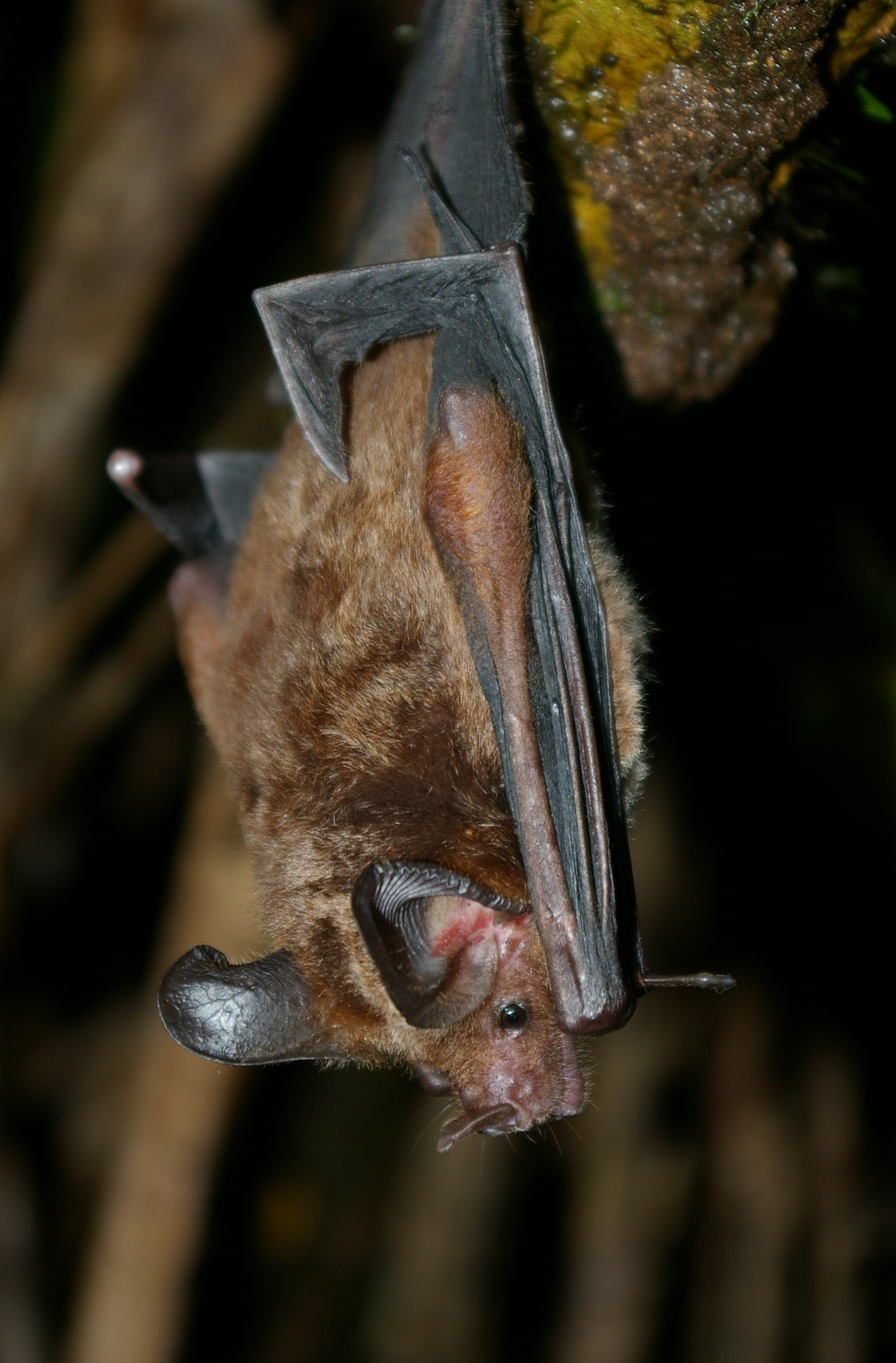

## Các loài
Chi này gồm các loài: